# 早春红玉
早春红玉是一種雜交西瓜品種，是日本米可多公司（今威马米可多）培育的早熟禮品西瓜品種。果皮厚0.4-0.5厘米，果肉為紅色，果實重量不會超過2公斤。1980年代中國大陸引進了該品種。一般從1月下旬到2月上旬進行播種，由於育種期為冬季，冬天期間會是大棚種植。果實生育期為28到38日，早春低溫時成熟期為35到38日，高溫時為28到30日。